# Wiggonby
Wiggonby – przysiółek w Anglii, w Kumbrii. W 1870-72 wieś liczyła 298 mieszkańców.